# Абдуллаев, Алибаба Абдулла оглы
Алибаба Абдулла оглы Абдуллаев (азерб. Əlibaba Abdulla oğlu Abdullayev; 23 марта 1915, Баку — 9 августа 1980, там же), в некоторых источниках Али Бала Абдуллаев — азербайджанский советский танцовщик и хореограф, исполнитель народных танцев, художественный руководитель танцевальной группы ансамбля песни и пляски Азербайджанской филармонии, Заслуженный артист Азербайджанской ССР (1943), Народный артист Азербайджанской ССР (1959).
Свою профессиональную деятельность начал в 1936 году в Азербайджанской государственной филармонии, а через два года принял участие в первой Декаде азербайджанского искусства в Москве. В годы войны был руководителем танцевальной группы, выступал перед советскими войсками в Иране, ставил некоторые произведения и встречался с воинами 416-й стрелковой дивизии в районе Моздока.
После войны Абдуллаев работал в Театре музыкальной комедии в Баку, ставя произведения классиков азербайджанской музыки. В 1960-е годы будучи хореографом Государственной филармонии, создал целый ряд танцевальных композиций по мотивам произведений классиков азербайджанской литературы. Помимо этого Абдуллаев преподавал в Институте искусств имени М. А. Алиева и Бакинском хореографическом училище.
Алибаба Абдуллаев ставил танцы не только на сцене театра, но и готовил сцены с индивидуальными и групповыми танцами для целого ряда азербайджанских советских художественных фильмов. Также Абдуллаев занимался песенным творчеством.
Имя Алибабы Абдуллаева носит одна из улиц его родного города Баку, на стене дома, в котором он жил, установлена мемориальная доска. Про Абдуллаева снят документальный фильм.

## Биография

### Детство и юность
Алибаба Абдуллаев родился 23 марта 1915 года в Баку в семье известного в те годы в городе марсияхана Абдуллы и домохозяйки Пустаханым. В возрасте 16 лет он устроился на работу в типографию. Ещё в детстве у него была тяга к музыке и искусству, поэтому в свободное от работы время он стал посещать бакинский клуб имени Абилова, где принимал участие в танцевальной группе.
В 1935 году Абдуллаев был отобран композитором Узеиром Гаджибековым для танцевального ансамбля создаваемой им Азербайджанской государственной филармонии — и в 1936 году стал членом азербайджанского ансамбля песни и пляски при филармонии, учреждённой в том же году. В ноябре этого же года в Баку состоялся первый фестиваль азербайджанских народных танцев, где он принял участие. В 1936 году Гаджибеков писал про Абдуллаева:
Алибаба глубоко чувствует ритм музыки. Зрителю кажется, что его танцы оживляют визуальный образ звучащей мелодии.Оригинальный текст (азерб.)Əlibaba musiqinin ritmini dərindən duyur. Tamaşaçıya elə gəlir ki, onun rəqsləri səslənən melodiyanın əyani təsvirini canlandırır
По словам киноведа Айдына Кязимзаде, искусство Алибабы Абдуллаева созревало, развивалось и достигло своей творческой вершины под руководством и при поддержки Узеира Гаджибекова.
В 1938 году вместе с ансамблем, который возглавляла Гамэр Алмасзаде, он принял участие в первой Декаде азербайджанского искусства в Москве.

### Военные годы
В апреле 1941 года Абдуллаев получил должность ассистента художественного руководителя ансамбля, в июне того же года он стал руководителем танцевальной группы. Осенью участвовал в концертах перед советскими войсками в Иране. В годы Великой Отечественной войны Абдуллаев в составе ансамбля песни и пляски филармонии выступал как на фронте, так и в тылу.
В 1942 году на него была возложена постановка кантаты «Родина и фронт» Узеира Гаджибекова. В военные годы Абдуллаев становится также постановщиком и исполнителем патриотического марша «Деде Горгуд». В 1943 году Алибаба Абдуллаев был удостоен звания Заслуженного артиста Азербайджанской ССР. В этом же году в составе группы деятелей культуры, куда также входили Самед Вургун, Бюльбюль, Алескер Алекперов, Гурбан Пиримов и др., он был направлен на фронт в район Моздока, где встретился с воинами 416-й стрелковой дивизии, в основном состоявшей из азербайджанцев.

### Последующая карьера
После войны Абдуллаев получил приглашение от композитора Сулеймана Алескерова для работы в Театре музыкальной комедии имени Джалила Мамедкулизаде (ныне — Азербайджанский государственный театр музыкальной комедии). Здесь он принимал участие в таких постановках, как оперетта Фикрета Амирова «Гезюн айдын» (Алай), Сулеймана Алескерова «Беш манатлыг гялин» (Гияс), Виктора Долидзе «Кето и Котэ» (Котэ), а также выступал в качестве постановщика танцев.

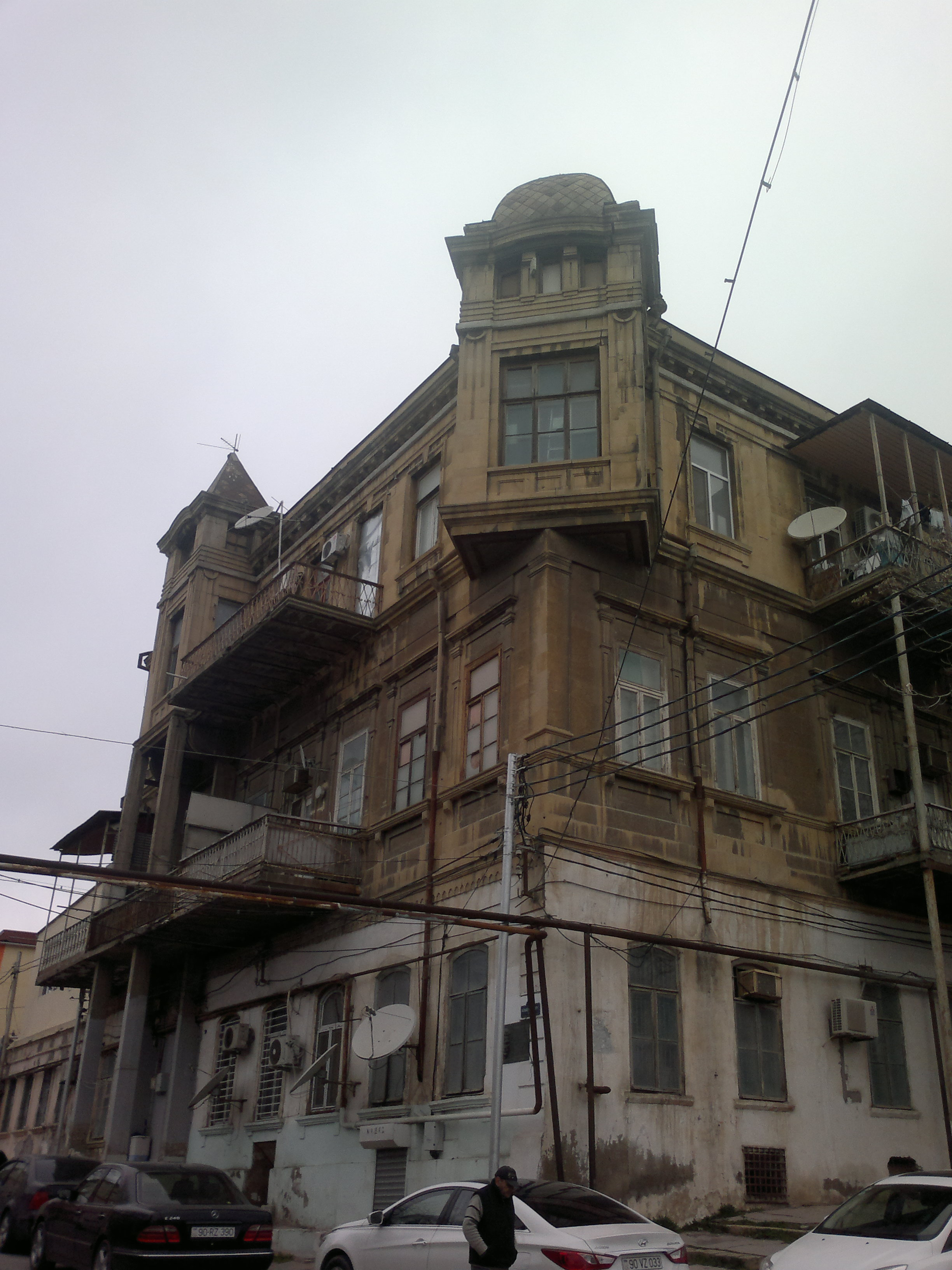
Дом в Баку, в котором с 1940 по 1980 год жил Алибаба Абдуллаев. Улица, на которой расположен дом, носит сегодня имя Абдуллаева

В 1947 году в период подготовки к I Всемирному фестивалю молодёжи в Чехословакии, Абдуллаев вновь был включён в состав танцевальной труппы Азербайджанской филармонии. Там он был удостоен дипломом лауреата фестиваля.
В 1957 году он стал участником VI фестиваля молодёжи и студентов в Москве. Им была подготовлена концертная программа, а также танцы, постановщиком и исполнителем которых являлся он сам. Его участие на этом фестивале было отмечено четырьмя золотыми, одной серебряной и тремя бронзовыми медалями.
В 1959 году, в дни Декады азербайджанского искусства в Москве, Гамэр Алмасзаде попросила Абдуллаева поставить ей танец, который она с успехом исполнила. Танец, поставленный Абдуллаевым и исполненный Алмасзаде, был высоко оценён специалистами. 11 июня этого же года Гамер Алмасзаде была удостоена звания Народной артистки СССР, а распоряжением Верховного Совета Азербайджанской ССР от 10 июня 1959 года Алибаба Абдуллаев получил звание Народного артиста Азербайджанской ССР. В 1960-е годы работая хореографом, он создал целый ряд танцевальных композиций по мотивам произведений таких классиков азербайджанской литературы, как Джалил Мамедкулизаде, Молла Панах Вагиф (на музыку Джахангира Джахангирова), Джафар Джаббарлы и др..

Надгробный памятник Абдуллаеву на II Аллее почётного захоронения в Баку

В начале 1960-х ансамбль песни и пляски Государственной филармонии побывал на гастролях в странах Африки, в том числе в столице Марокко, в городе Рабат, (на сцене салона «Райал») и Касабланке. Выступления ансамбля и танцы, поставленные Алибабой Абдуллаевым, были встречены положительными отзывами в местной прессе и запечатлены в двухсерийном документальном фильме «Африканские встречи» киностудии «Азербайджанфильм».
Также Абдуллаев преподавал в Институте искусств имени М. А. Алиева и Бакинском хореографическом училище, сотрудничал с Рашидом Бейбутовым в его Театре песни в Баку.
Скончался 9 августа 1980 года. Похоронен на II Аллее почётного захоронения в Баку.

## Творчество

### Постановка танцев

#### В театре
Алибаба Абдуллаев также ставил танцы в операх и музкомедиях. На сцене театра государственной музыкальной комедии им были созданы танцы для таких спектаклей, как «Аршин мал алан» Узеира Гаджибекова, «Улдуз» Сулеймана Алескерова, «Дурна» Сеида Рустамова, «Гызыл гюль» Солтана Гаджибекова. Значительное место в его творчестве занимали сюжетные композиции, он поставил танцевальную сюиту «Дружба», а также оригинальные танцы «Овчулар» («Охотники»), «Праздничная сюита», «Сюита нефтяников», «Урожайная сюита», «Рыбаки», «Футболисты» и др. Абдуллаев занимался также постановкой массовых сцен выступлений танцевальных ансамблей. В таких городах, как Нахичевань, Ленкорань, Кировабад, Абдуллаев ставил танцы и хореографические номера с участием не только профессионалов, но и артистов художественной самодеятельности.
Сотрудничая с такими азербайджанскими композиторами, как Узеир Гаджибеков, Сулейман Алескеров, Тофик Кулиев, Джахангир Джахангиров, Алибаба Абдуллаев собирает старинные народные танцы, и, используя их танцевальные ритмы, создаёт для них новые постановки. Он ставил такие народные танцы, как «Овчулар» («Пастухи»), «Беновше» («Фиалка»), «Булаг башы» («У родника»), «Бахар» («Весна»), «Ай гёзал» («Эй, красавицы»), «Газахи», «Мазали регс» («Весёлый танец»), «Гайтаги», «Гялин терифи» («Восхваление невесты»), «Нагарачылар» («Нагаратисты»). По воспоминаниям дочери Абдуллаева, Эльмиры ханум, её отец постоянно работал над собой, изучал много литературы, связанной с его творчеством, по ночам создавал на бумаге эскизы и рисунки танцевальных постановок, напевая себе при этом. На следующий же день он показывал свои эскизы танцорам филармонии и ставил на их основе танцы, репетируя с ними.
Также Абдуллаев сотрудничал с театральными художниками, среди которых были Бадура Афганлы, Рейхан Топчибашева, Кязым Кязым-заде, Эйюб Фаталиев и др. Для каждого танца создавались отдельные эскизы народных костюмов, он сам выбирал ткань и заказывал костюм для каждого танцора.

#### В кинематографе
Работал он также и в кинематографе, который занимает особое место в его творчестве. Им ставились сцены как с индивидуальными, так и с групповыми танцами в таких художественных фильмах, как «Не та, так эта», «Встреча», «Кура неукротимая», «Где Ахмед?», «Звёзды не гаснут», «Волшебный халат» и др. По словам киноведа Айдына Кязимзаде Алибаба Абдуллаев «объединял в себе режиссёра, танцора и художника. Он жил танцем».
В 1941 году Абдуллаев, будучи членом ансамбля филармонии, занимается постановкой танцев для фильма «Сабухи», повествующего о жизни и творчестве драматурга Мирзы Фатали Ахундова. В этом фильме он впервые ставит танец для Лейлы Бадирбейли, пришедшей в искусство именно танцем. Она исполняла роль Тубу, супруги Ахундова, Абдуллаев же поставил танец «Шалахо». После этого Абдуллаев создал танцы к таким фильмам, как «Аршин мал алан» (1945), «Фатали-хан» (1947).
В 1958 году на экраны вышел фильм «Не та, так эта» режиссёра Гусейна Сеидзаде. В этом фильме есть два эпизода с танцами, поставленными Абдуллаевым. Один из них — это танец, когда Мешади Ибада приводят в баню, а второй — свадьба Мешади Ибада. В фильме же «Встреча» Абдуллаевым поставлен танец в честь узбекских собирателей хлопка в колхозе, а также танец в исполнении Лейлы Бадирбейли.
Также Абдуллаевым был поставлен танец «Наз элямя», исполненный Махмудом Эсамбаевым и Аминой Дильбази в фильме «Я буду танцевать», снятым в 1962 году азербайджанским режиссёром Тофиком Тагизаде. По словам Айдына Кязимзаде, этот танец в исполнении Дильбази и Эсамбаева получился очень хорошо и явился творческим успехом как танцоров, так и постановщика танца. В их движениях, согласно Кязимзаде, «чувствуется серьёзная пластика».
Помимо художественных фильмов, в таких документальных фильмах, как «Кобыстан», «Здравствуй, Алжир», «Африканские встречи», «Ответ на письмо», и художественно-документальных фильмах Ритмы Апшерона (фильм-концерт), «Нашему родному народу» были использованы танцы в его постановке.

### Песенное творчество
Алибаба Абдуллаев был не только танцором, но и песенным исполнителем. Записи его аудио- и визуальных танцевально-песенных исполнений с Лейлой Бадирбейли и Туту Гамидовой («Дилбарим», «Мулейли», «Бирданасан», «Сары гелин», «Гарабаг маралы»), с Розой Джалиловой («Наз элямя») и пр. хранятся в «Золотом фонде» Азербайджанского государственного телевидения и радио.

## Память

Мемориальная доска на стене дома в Баку, в котором с 1940 по 1980 год жил Алибаба Абдуллаев

Именем Алибабы Абдуллаева названа одна из улиц в Баку. На стене дома, в котором Алибаба Абдуллаев жил с 1940 по 1980 год (расположен на улице его имени), установлена мемориальная доска с его барельефом.
В 2010 году о жизни и творчестве Абдуллаева режиссёром Вюсалей Мирзоевой был снят документальный фильм «Прославивший искусство», приуроченный к 95-летию Алибабы Абдуллаева. По словам Мирзоевой, в ходе съёмок картины, она несколько месяцев изучала творчество Абдуллаева, брала интервью о нём у его коллег.
30 ноября 2015 года в Азербайджанской государственной филармонии имени Муслима Магомаева состоялся концерт, посвящённый 100-летнему юбилею Абдуллаева, на котором выступили коллективы Азербайджанского государственного ансамбля песни и танца, Азербайджанского государственного академического театра оперы и балета, Бакинской хореографической академии и Государственной детской филармонии.